# Bandera de la República Socialista Federativa Soviética de Rusia
La bandera de la República Socialista Federativa Soviética de Rusia fue adoptada por la RSFS de Rusia el 9 de enero de 1954 y cayó en desuso el 1 de noviembre de 1991. Es una modificación de la bandera nacional de la URSS.

## Descripción
La bandera de la República Socialista Federativa Soviética de Rusia se presenta como un paño rectangular de color rojo con una franja celeste vertical del lado del mástil (la cual representa los cielos rusos, así como sus mares y ríos), con el martillo y la hoz dorados, y la estrella con bordes dorados en la parte superior del cantón.

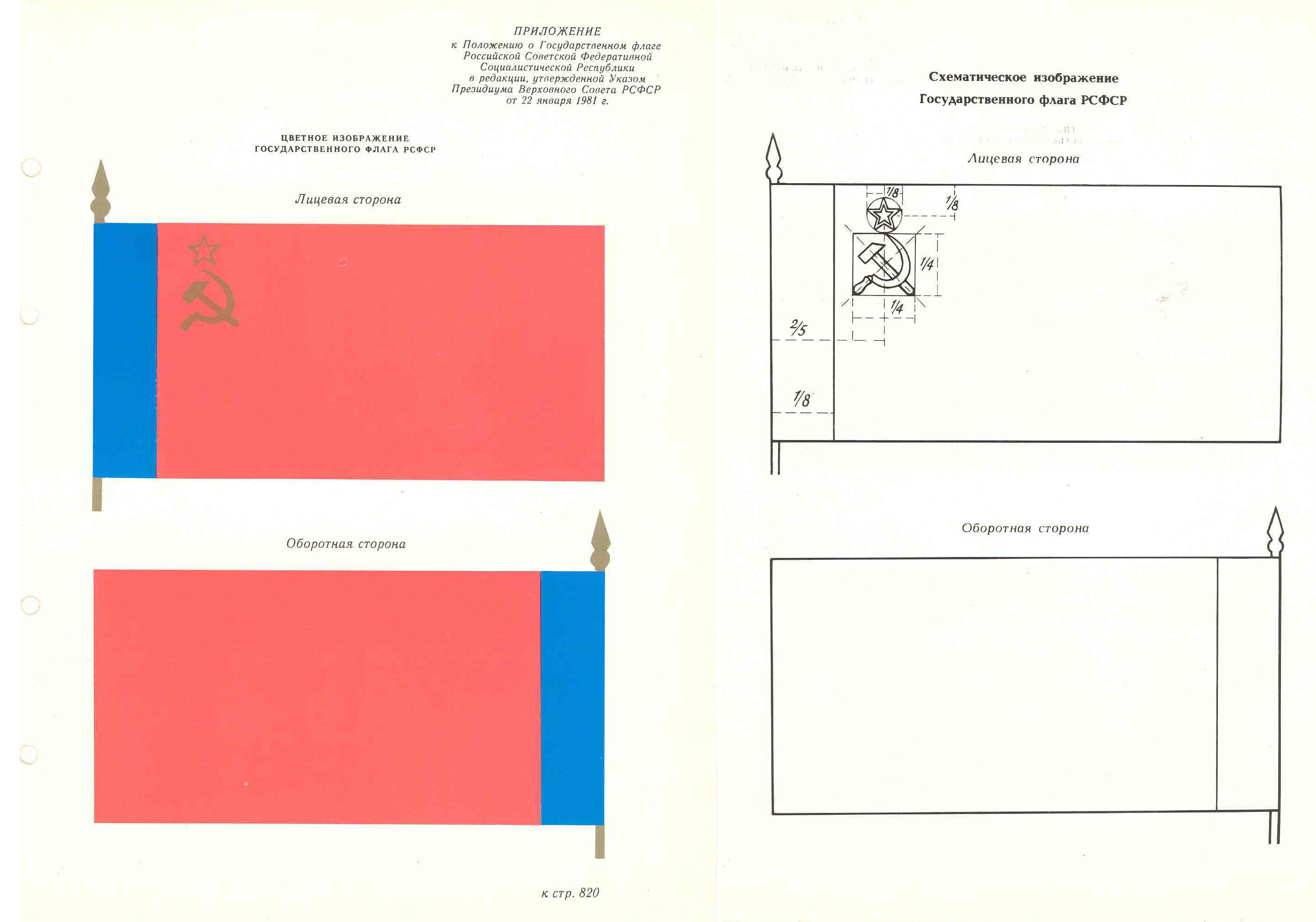
Esta imagen de 1981 describe la forma para colocar los símbolos y todo detalle necesario para la bandera de la RSFS de Rusia.

## Historia
Entre 1937 y la adopción de la bandera a la derecha, la bandera era roja con los caracteres cirílicos РСФСР (RSFSR) en la esquina superior izquierda, en un estilo tradicional de la caligrafía ornamental cirílica.
En febrero de 1947, el Presídium del Sóviet Supremo de la URSS adoptó una resolución, para que todas las repúblicas de la Unión Soviética desarrollaran y adoptaran nuevas banderas nacionales. De acuerdo con el proyecto de Valentín Petrovich Viktorov. El Presídium del Sóviet Supremo de 9 de enero de 1954 adoptó una nueva bandera nacional para la RSFSR. El 2 de mayo de 1954, el decreto fue aprobado y entró en la descripción del artículo 149 de la bandera en la Constitución (Ley Fundamental) de la RSFSR. Finalmente, el 23 de diciembre de 1955, el Presídium del Sóviet Supremo aprobó el Reglamento de la bandera del estado de la RSFSR:
La Bandera Estatal de la República Federativa Soviética de Rusia Socialista es un paño rectangular de color rojo con franja azul claro cerca del asta en toda la anchura de la bandera, que es de 1/8 de la longitud de la bandera. En la esquina superior izquierda de la tela roja están representadas de color dorado la hoz y el martillo, y por encima de ellos una estrella de cinco puntas de color rojo bordeado en oro. La relación entre la anchura y la longitud - 01:02.
La hoz y el martillo encajan en un cuadrado cuyos lados son iguales a 1/4 del ancho de la bandera. La punta de la hoz cae de cara superior a medio camino del cuadrado imaginario, estando la hoz y el martillo en contra de las esquinas inferiores de la plaza. Martillo con una longitud de mango de 3/4 de una plaza en diagonal.
Estrella en un círculo con un diámetro de 1/8 de la anchura de la bandera, para el lado superior de la plaza cinco puntas.
Distancia vertical de eje estrella, hoz y el martillo en el asta de la bandera es igual a 2/5 del ancho de la bandera. La distancia desde el borde superior de la bandera al centro de la estrella - 1/8 de la anchura de la bandera.

## Banderas históricas

Bandera roja usada por los bolcheviques[1]
Primera bandera, indicando el nombre completo de la RSFS de Rusia (14 de abril-17 de junio de 1918).
Bandera de la RSFS de Rusia (1918-1925, de facto 1937)
Bandera de la RSFS de Rusia (1925-1937)[1]
Variante de la bandera de la RSFS de Rusia (1925-1937)
Bandera de la RSFS de Rusia (1937-1954)
Bandera de la RSFS de Rusia (1954-1991)
Variante azul oscuro (1954-1991)
Bandera de la Federación Rusa (1991-1993)

## Otras

Estandarte presidencial de la RSFS de Rusia, usado únicamente por Borís Yeltsin durante las elecciones presidenciales de Rusia de 1991.
Pabellón civil de la RSFS de Rusia (1920-1923/1924).
Pabellón naval de la RSFS de Rusia (1920-1923)